# Věra Pražáková Drozdová
Věra Pražáková Drozdová (20. září 1928 Hurbanovo – 29. dubna 2025) byla česká rozhlasová režisérka.

## Život
Věra Pražáková se narodila 20. září 1928 ve městě Hurbanovo na Slovensku. Otec pracoval jako vrchní četnický strážmistr. V březnu 1938 musela město s celou rodinou opustit. Rodina se odstěhovala do Kroměříže, kde absolvovala gymnázium. Zapsala se na Filozofickou fakultu MU, ale později se přihlásila ke zkouškám na Janáčkovu akademii múzických umění, obor divadelní režie. Školu později úspěšně absolvovala.
Po studiích nastoupila pracovat do Těšínského divadla. Po narození prvního syna začala působit jako režisérka v ostravském studiu Československého rozhlasu. Zaměřovala se převážně na pásma, verše, literární texty a literárně hudební kompozice. Rovněž režírovala české a zahraniční rozhlasové hry.
Na jaře roku 1968 odjela do tehdejší Jugoslávie, kde dostala nabídku režírovat pro místní rozhlasy. Invaze vojsk Varšavské smlouvy do Československa ale tyto plány překazila. Následně se stala autorkou výzvy zaměstnanců ostravského rozhlasu, která odmítala tzv. Moskevské protokoly. Práce v rozhlase jí byla zakázána.
Do ostravského rozhlasu se mohla vrátit až po roce 1989. Zůstala v něm až do roku 2002.
Věra Pražáková Drozdová zemřela 29. dubna 2025 ve věku 97 let.

### Osobní život
Z jejího prvního manželství synové Bořek a Radim. Krátce po narození druhého syna následoval rozvod. Dne 24. března 1962 se vdala za spisovatele Jana Drozdu. Zůstali spolu až do Drozdovu smrti v srpnu 2005.

## Dílo

#### Rozhlasové hry
- Bestseller ne! Zapáchá (1990)

#### Četby na pokračování
- Příběh lodi San Dominick (1991, 5 dílů)
- Pilát Pontský (1991, 3 díly)
- Ves Stěpančikovo a její obyvatelé (1993, 9 dílů)
- en kobylek (1994, 5 dílů)
- Pampovánek (1995, 16 dílů)
- Výčitky svědomí (1996, 4 díly)
- Pan Theodor Mundstock (2000, 10 dílů)

#### Povídky
- Zajatec profesora Pápěrky (1992)

- Skvrna na zdi (1993)

- Dědeček (1995)
- Hodinář (1996)
- Na Lysém vrchu (1999)
- Manželka (1999)
- Živé ostatky (2000)
- Stigma (2001)Táňa (2001)
- Přímka v červeném (2001)